# Tour de Flandes 1955
El Tour de Flandes 1955, la 39.ª edición de esta clásica ciclista belga. Se disputó el 27 de marzo de 1955.
El ganador fue el francés Louison Bobet, que se impuso al esprint a sus dos compañeros de fuga en la llegada a Wetteren. El suís Hugo Koblet i el belga Rik van Steenbergen fueron segundo y tercero respectivamente. 

## Clasificación General
| Posición | Ciclista            | Equipo                 | Tiempo     |
| -------- | ------------------- | ---------------------- | ---------- |
| 1        | Louison Bobet       | Bobet-B.P.-Hutchinson  | 7h 27' 00" |
| 2        | Hugo Koblet         | Faema-Guerra           | m. t.      |
| 3        | Rik van Steenbergen | Elvé-Peugeot           | m. t.      |
| 4        | Bernard Gauthier    | Mercier-Hutchinson     | + 5"       |
| 5        | Karel de Baere      | Mercier-Hutchinson     | + 22"      |
| 6        | Jean Bellay         | Mercier-Hutchinson     | + 22"      |
| 7        | Roger Decock        | Van Hauwaert-Maes Pils | + 28"      |
| 8        | Marcel Rijckaert    | Tebag                  | + 33"      |
| 9        | Germain Derycke     | Alcyon-Dunlop          | + 33"      |
| 10       | Lode Anthonis       | L'Avenir               | + 33"      |